# The Kids (Belgische band)
The Kids is een Vlaamse punkband die vooral actief was eind jaren zeventig, begin jaren tachtig. Centrale figuren zijn Ludo Mariman, destijds een Antwerpse scheepshersteller, later fulltime zanger-muzikant en Danny De Haes en Eddy De Haes. De groep genoot destijds een cultstatus in België, maar is er jaren later in geslaagd ook succesrijk in het buitenland te worden.

## Beschrijving
The Kids ontstond in 1976 onder de naam Crash. Toen in Engeland de punkbeweging ontstond, haakten de groepsleden daarop in en werd de naam van de band veranderd. Basgitarist Danny De Haes was bij de oprichting van de groep pas twaalf jaar oud en nog schoolgaand.
De eerste twee platen van The Kids bevatten prototypische punksongs, allemaal geschreven door Mariman. Opvallend is dat hun eerste plaat geproduceerd werd door Leo Caerts, de man die de wereldhit 'Eviva Espana' bedacht had, en die dus muzikaal zowat de complete tegenpool van de primitieve punk van The Kids was. Hun debuut krijgt heel wat aandacht en levert hun onder meer optredens met Patti Smith en Iggy Pop op, evenals een plaats op het Jazz Bilzen-festival.
Hun derde plaat, 'Living in the 20th century' (1979), werd geproduceerd door Sylvain Vanholme (van Wallace Collection) en toont een zekere evolutie ten opzichte van de rauwe punk op de eerste twee platen. In 1979 schreef Mariman There will be no next time, een nummer dat ondertussen als een klassieker wordt beschouwd, maar dat merkwaardig genoeg destijds niet als single uitgebracht werd: de platenfirma koos voor Dancing, dat een kleine hit werd.
In 1982 nam de band in Zaal Volksbelang (Mechelen) en Hof ter Lo (Antwerpen) een liveplaat op met de Rolling Stones Mobile Studio: 'If the Kids...'
De band ging uit elkaar in 1985, maar kwam in 1996 weer bijeen en treedt tot op heden nog regelmatig op in binnen- en buitenland. Zo speelde de band - die inmiddels via bootlegs en het internet ook buiten België een cultstatus had opgebouwd - in 2004 voor het eerst in de Verenigde Staten. Hun eerste Amerikaanse optreden - in de volgepakte Southpaw in Brooklyn - werd op dvd uitgebracht als 'The Kids: Live in New York'.
In april 2006 voegde de originele bassist Danny De Haes zich weer bij The Kids.
Ludo Mariman was in 2006 als verrassingsact en afsluiter op de 0110-concerten voor verdraagzaamheid in Antwerpen. Hij speelde er onder meer "There Will Be No Next Time". (Tom Barman, de frontman van dEUS en organisator van 0110 is een grote fan van het nummer en zette het ook op de soundtrack van zijn film Any Way The Wind Blows (2003)).
In 2007 werden al hun elpees op cd heruitgegeven in een grote Kids Anthology.
In 2008 speelden ze op de Lokerse Feesten met The Sex Pistols, Buzzcocks en The New York Dolls.
Op 2 november 2011 verliet Danny De Haes The Kids om andere muzikale wegen te bewandelen en werd vervangen door Yves Vanlommel. In 2024 keerde Danny De Haes terug.
In 2011 bracht Mariman met The Kids het toepasselijke 'There Will Be No Next Time' als afsluiter van de laatste Music For Life, op het dak van het Glazen Huis in Antwerpen.
Op 9 juni 2025 gelastten The Kids hun tournee in de Verenigde Staten af omdat hun visa geweigerd werden.

## Leden

### Huidige leden
- Ludo Mariman - zang, gitaar
- Luc Van De Poel - gitaar
- Danny De Haes - bas
- Tim Jult - drums

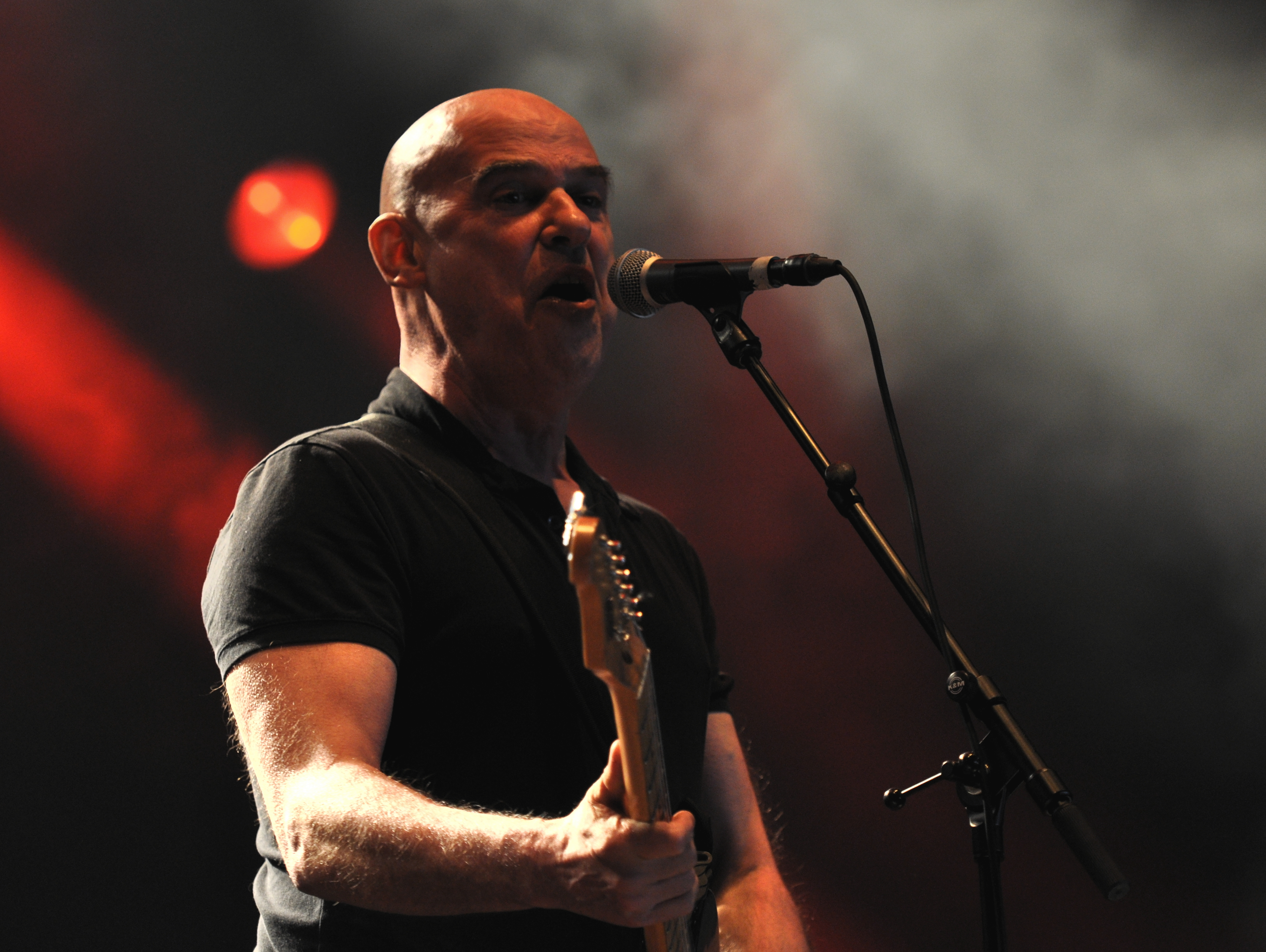
Ludo Mariman
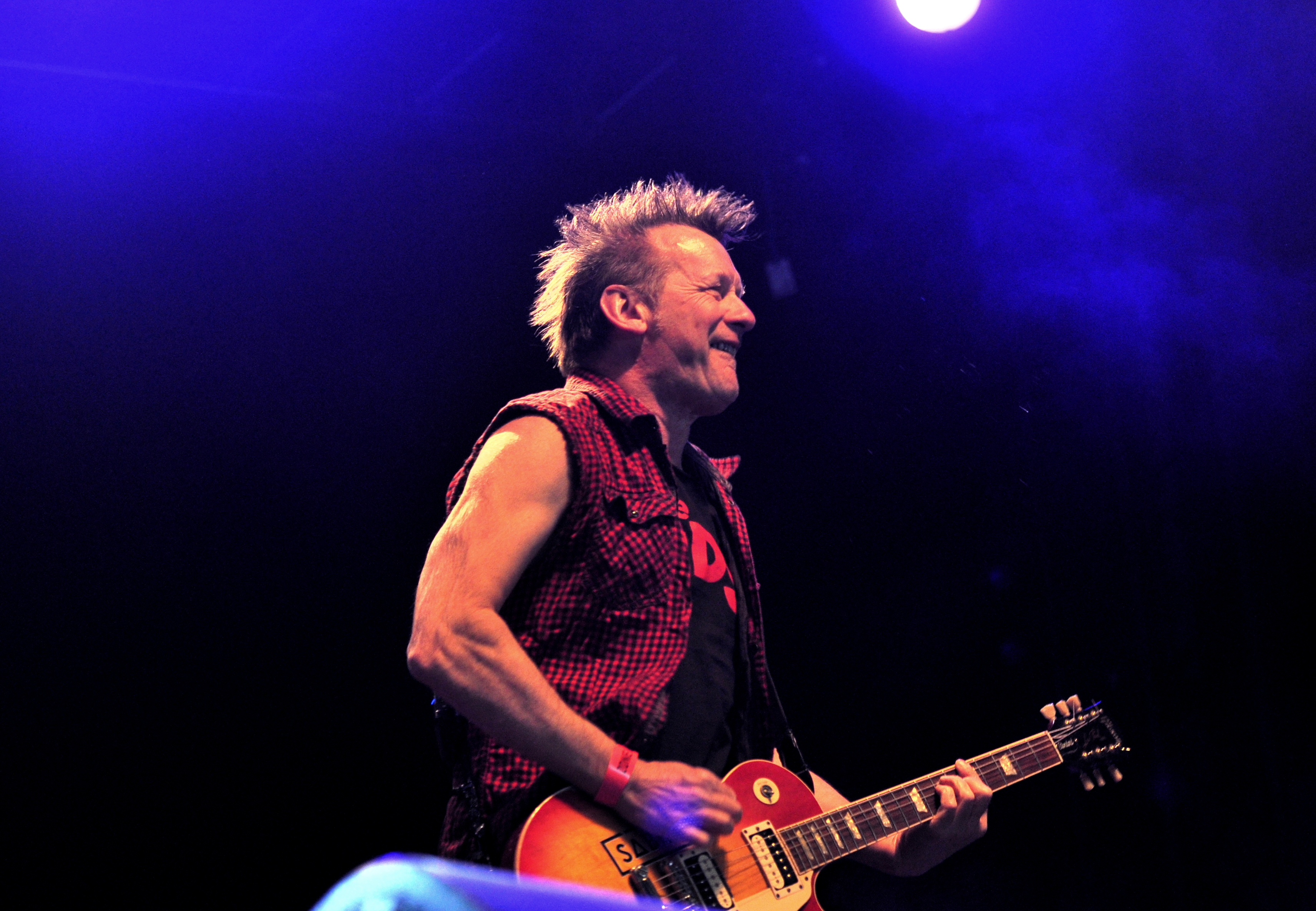
Luc Van De Poel
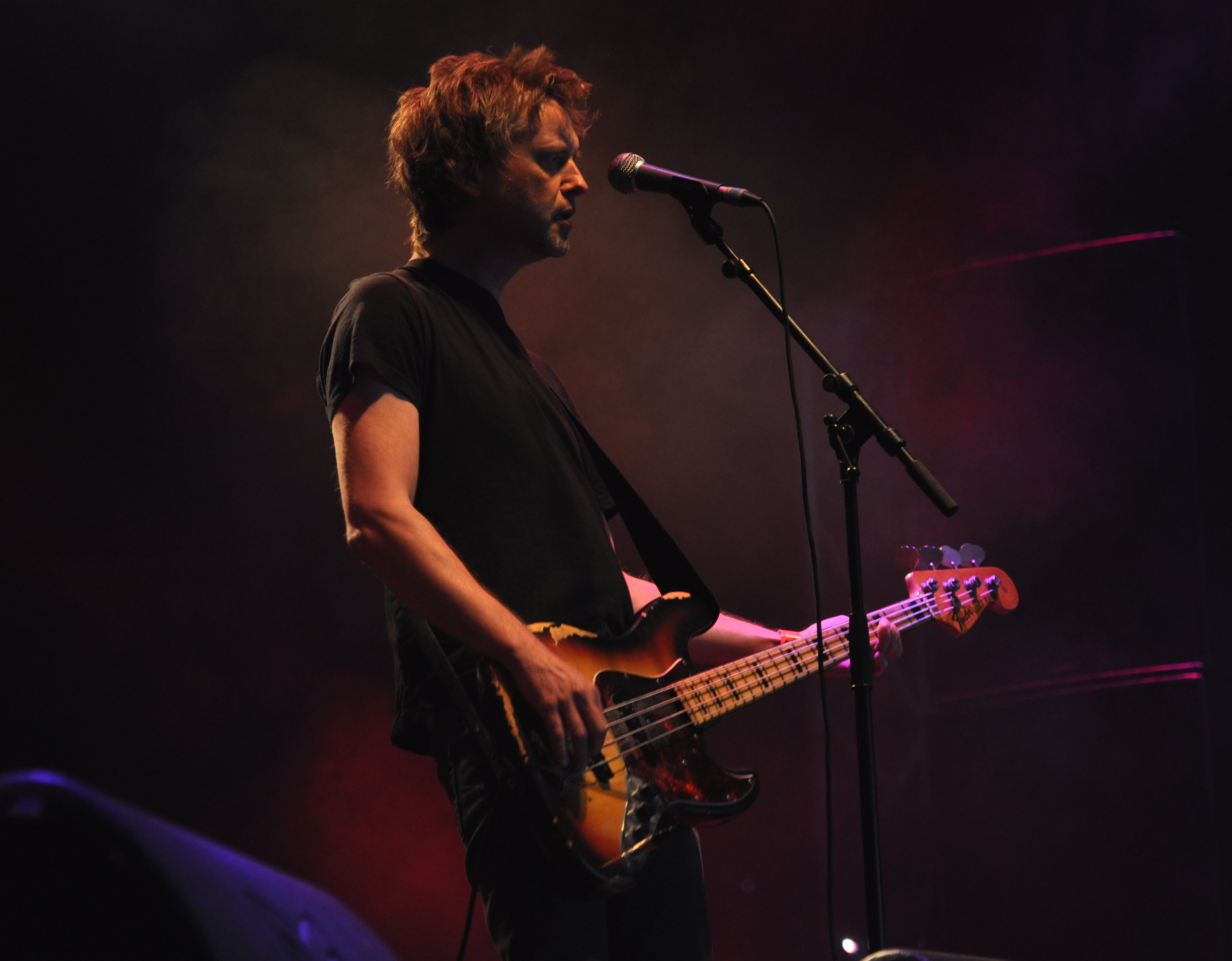
Yves Vanlommel

### Oud-leden
- Pieter Van Buyten (bas van 1998 tot 2005)
- Yves Vanlommel  (bas tot 2024)
- Eddy De Haes (drum)
- Cesar Janssens (drums)

## Discografie
- 1978: The Kids
- 1978: Naughty Kids
- 1979: Living In The 20th Century
- 1981: Black Out
- 1982: If The Kids... (live)
- 1985: Gotcha!
- 1995: Never Mind The Pistols, Here's The Kids (EP)
- 2002: Flabbergasted! Live At AB
- 2004: The Kids: Live In New York (dvd)
- 2007: Anthology

## Bekendste nummers
- "Bloody Belgium" (1978)
- "Fascist Cops" (1978)
- "Jesus Christ (didn't exist)" (1978)
- "No Monarchy" (1978)
- "Rock over Belgium" (1978)
- "There will be no next time" (1981)
- "Dancing" (1981)
- "Spend the night with me" (1981)
- "Mercy, Mercy" (1983)
- "Fooling Yourself" (1984)